# مايك تايلور
مايك تايلور (بالإنجليزية: Maik Taylor) (مواليد 4 سبتمبر 1971 في هيلدسهايم - ألمانيا الغربية) لاعب كرة قدم إيرلندي شمالي يلعب حاليا لصالح نادي الدرجة الممتازة برمنغهام سيتي الإنجليزي منذ 2003 في مركز حارس مرمى .

## روابط خارجية
- مايك تايلور على موقع الاتحاد الدولي (مؤرشف)  (الإنجليزية)
- مايك تايلور على موقع الاتحاد الأوربي (الإنجليزية)
- مايك تايلور على موقع قاعدة بيانات كرة القدم.إي يو (الإنجليزية)
- مايك تايلور على موقع ناشيونال فوتبول تيمز (الإنجليزية)
- مايك تايلور على موقع Soccerbase.com (لاعب) (الإنجليزية)
- مايك تايلور على موقع عالم كرة القدم.نت (الإنجليزية)
- مايك تايلور على موقع كووورة